# Elena Brugger
Elena Brugger (21 agosto 1997) è una lottatrice tedesca, specializzata nella lotta libera.

## Palmarès
- Europei

Budapest 2022: bronzo nei 59 kg.